# ایدرشتدت (آمت)
ایدرشتدت (به آلمانی: Amt Eiderstedt) یک منطقهٔ مسکونی در آلمان است که در نوردفرایسلند واقع شده‌است. ایدرشتدت  ۱۱٬۶۵۰ نفر جمعیت دارد.